# دونالد جاك
دونالد جاك (بالإنجليزية: Donald Jack)‏ (6 ديسمبر 1924 - 2 يونيو 2003)؛ كاتب وروائي كندي.

## روابط خارجية
- دونالد جاك على موقع IMDb (الإنجليزية)